# Ayuru Ōhashi
Pour les articles homonymes, voir Ōhashi.
Ayuru Ōhashi (大橋 歩夕, Ōhashi Ayuru) est une seiyū et chanteuse japonaise née le 28 avril 1984 à Tokyo.

## Biographie
Ayuru Ōhashi est née le 28 avril 1984 à Tokyo,.

### Carrière

#### En tant que seiyū
Elle travaille avec l'agence TotiTori jusqu'en 2015. Elle travaille depuis avec Mausu Promotion.

#### En tant que chanteuse
Elle a fait ses débuts en 2005 avec « Fanta Zikkku ». L’album « FAITH » est sorti en avril 2010.

### Vie privée
En 2018, elle a annoncé avoir donné naissance à un enfant.

## Doublage

### Cinéma
- 2011 : Hoshizora e Kakaru Hashi: Kakaru ka? Gakuensai ni Koi no Hashi : Ayumu Hoshino
- 2012 : Strike Witches Movie : Eila Ilmatar Juutilainen
- 2012 : Girls und Panzer: Soukai Shimasu! : Takeko Nogami
- 2012 : Girls und Panzer Special : Takeko Nogami
- 2015 : Love Live! School Idol Project Movie : Anju Yuuki
- 2016 : Girls & Panzer Movie Specials : Takeko Nogami
- 2017 : Brave Witches: Petersburg Daisenryaku : Eila Ilmatar Juutilainen
- 2017 : Girls & Panzer: Saishuushou Part 1 :  Takeko Nogami
- 2019 : Girls & Panzer: Saishuushou Part 2 :  Takeko Nogami

- 2020 : High School Fleet the Movie : Momo Aoki
- 2021 : Girls & Panzer: Saishuushou Part 3 :  Takeko Nogami

### Télévision
- 2005 : Happy Seven: The TV Manga : Nene Tokuda

- 2008 : Strike Witches : Eila Ilmatar Juutilainen

- 2009 : Saki : Tomoki Sawamura
- 2009 : Saki Picture Drama : Tomoki Sawamura

- 2010 : Strike Witches 2 : Eila Ilmatar Juutilainen
- 2011 : Hoshizora e Kakaru Hashi : Ayumu Hoshino
- 2011 : Double-J : Hajime Usami
- 2011 : Kyoukaisenjou no Horizon : Adele Balfetto
- 2012 : Saki Achiga-hen: Episode of Side-A : Tomoki Sawamura
- 2012 : Kyoukaisenjou no Horizon 2 : Adele Balfetto
- 2012 : Girls und Panzer : Takeko Nogami
- 2012 : Medaka Box Abnormal : Harigane Onigase

- 2013 : Love Live! School Idol Project : Anju Yuuki

- 2014 : Saki Zenkoku-hen : Tomoki Sawamura
- 2014 : Love Live! School Idol Project 2nd Season : Anju Yuuki

- 2015 : Houkago no Pleiades : Aoi
- 2015 : Ranpo Kitan : Game of Laplace : Sachiko Oosone
- 2015 : Girls und Panzer Movie : Takeko Nogami

- 2016 : Hai-Furi : Momo Aoki

- 2016 : Brave Witches : Eila Ilmatar Juutilainen

- 2017 : Nora to Oujo to Noraneko Heart : Eurasia of End
- 2019 : Strike Witches: 501 Butai Hasshin Shimasu! : Eila Ilmatar Juutilainen

- 2020 : Strike Witches: Road to Berlin : Eila Ilmatar Juutilainen

- 2021 : World Witches Hasshin Shimasu! : Eila Ilmatar Juutilainen
- 2021 : Renmei Kuugun Koukuu Mahou Ongakutai Luminous Witches : Eila Ilmatar Juutilainen

### OVA
- 2007 : Strike Witches OVA : Eila Ilmatar Juutilainen
- 2014 : Girls & Panzer: Kore ga Hontou no Anzio-sen desu! : Takeko Nogami
- 2014 : Strike Witches: Operation Victory Arrow : Eila Ilmatar Juutilainen
- 2015 : Saki Biyori Animation : Tomoki Sawamura

- 2017 : Hai-Furi OVA : Momo Aoki

### ONA
- 2011 : Houkago no Pleiades : Aoi
- 2012 : Medaka Box : Harigane Onigase

Source : MyAnimeList.net

## Discographie

### Singles
- 2010 : Fantastic
- 2011 : Romantic
- 2011 : Plustic

### Albums
- 2012 : Fantasista

Source : MyAnimeList.net